# Bundesakademie für Bevölkerungsschutz und Zivile Verteidigung

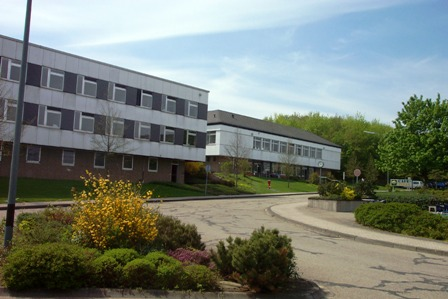
Verwaltungshaus und Lehrsaalgebäude der BABZ

Die Bundesakademie für Bevölkerungsschutz und Zivile Verteidigung (BABZ), vormals Akademie für Krisenmanagement, Notfallplanung und Zivilschutz (AKNZ) ist eine zum Bundesamt für Bevölkerungsschutz und Katastrophenhilfe gehörende Aus- und Weiterbildungseinrichtung in Bad Neuenahr-Ahrweiler in Rheinland-Pfalz. Im Zuge der Neuausrichtung des Bundesamtes für Bevölkerungsschutz und Katastrophenhilfe wurde die AKNZ auf Erlass vom damaligen Bundesminister des Innern, für Bau und Heimat, Horst Seehofer am 24. März 2021 zur Bundesakademie für Bevölkerungsschutz und Zivile Verteidigung (BABZ) weiterentwickelt. 
Im Zuge dieser Neuausrichtung ist geplant, in Stralsund einen zweiten Standort zu errichten. Diese dient insbesondere der theoretischen und praktischen Qualifizierung von Führungs- und Lehrkräften des Zivil- und Katastrophenschutzes sowie der Planung, Durchführung und Auswertung von Studien und Forschungsprojekten in diesem Bereich. Darüber hinaus gehören einige spezielle Einrichtungen für Übungszwecke zur Ausstattung der BABZ.

## Aufgaben

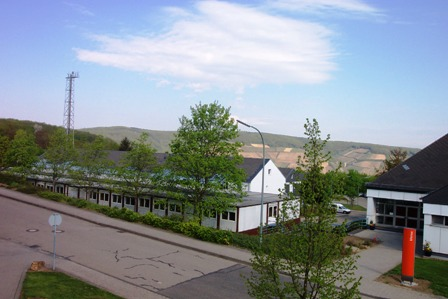
Blick auf ein Gästehaus der BABZ

Die Aufgaben umfassen Aus- und Weiterbildung, Forschung und Dokumentation sowie Konsultation. Sie ergeben sich zum Teil aus dem Zivilschutz- und Katastrophenhilfegesetz. Darüber hinaus wurden ihr von verschiedenen Ämtern und Behörden weitere Zuständigkeiten übertragen.
Eine zentrale Aufgabe ist die Qualifizierung von Führungs- und Lehrkräften des Zivil- und Katastrophenschutzes durch entsprechende Lehrgänge. Darüber hinaus ist die BABZ an der Auswertung von Katastrophen und anderen Großschadenslagen auf nationaler und internationaler Ebene sowie der national und international veröffentlichten Literatur zum Thema Zivil- und Katastrophenschutz wesentlich beteiligt. Weitere wichtige Aufgaben sind die Durchführung von Forschungsprojekten, Studien und Untersuchungen zu diesen Themen sowie die Organisation und Auswertung von Übungen einschließlich der Vorhaltung entsprechender Technik und Infrastruktur. Zu den beratenden Aspekten der Tätigkeit der BABZ zählt die Durchführung von Veranstaltungen im Bereich der Zivil-Militärischen Zusammenarbeit sowie die Mitwirkung in Bundesbehörden, Bund-Länder-Ausschüssen und Gremien der Europäischen Union.
Zu den Seminarteilnehmern zählen vor allem ehrenamtliche Führungs-, Leitungs- und Lehrkräfte der am Zivil- und Katastrophenschutz beteiligten Organisationen (Arbeiter-Samariter-Bund, Deutsche Lebens-Rettungs-Gesellschaft e. V., Deutsches Rotes Kreuz, Feuerwehren, Johanniter-Unfall-Hilfe, Malteser Hilfsdienst, Technisches Hilfswerk), aber auch Soldaten der Bundeswehr, die im Rahmen der Zivil-Militärischen Zusammenarbeit Aufgaben im Fall einer Katastrophe wahrnehmen sollen. Darüber hinaus nehmen auch hauptamtliche Mitarbeiter von Bundes-, Landes- oder kommunalen Behörden, wie zum Beispiel der unteren und oberen Katastrophenschutzbehörden, an den Lehrgängen teil, ebenso wie Sicherheitsbeauftragte von Krankenhäusern und andere Mitarbeiter von Einrichtungen, denen im Katastrophenfall besondere Aufgaben zukommen oder die im Katastrophenfall mit besonderen Problemen konfrontiert sein können.

## Geschichte
Den historischen Ausgangspunkt der BABZ stellt die im Jahr 1953 in Marienthal, einem Ortsteil von Ahrweiler, gegründete Bundesschule der Bundesanstalt Technisches Hilfswerk (THW) dar. Diese fungierte als zentrale Aus- und Weiterbildungseinrichtung für das damals neugeschaffene Technische Hilfswerk. Zur Ausbildung der Einsatzkräfte des 1957 entstandenen Luftschutzhilfsdienstes wurde darüber hinaus 1960 in Marienthal die Zentrale Ausbildungsstätte des Bundes für den Luftschutzhilfsdienst (ZAB) eingerichtet. Beide Einrichtungen waren, trotz ihrer unterschiedlichen Herkunft und Ausrichtung, organisatorisch miteinander verbunden und unterstanden einem gemeinsamen Leiter. Im Jahr 1965 wurden die Bundesschule des Technischen Hilfswerks und die ZAB aufgrund von notwendigen Erweiterungen innerhalb der Stadt Ahrweiler an einen anderen Standort verlegt. Mit dem 1968 verabschiedeten Gesetz über die Erweiterung des Katastrophenschutzes kam es zu einer grundlegenden Neustrukturierung des Zivil- und Katastrophenschutzes und damit drei Jahre später zur Eingliederung des Luftschutzhilfsdienstes in den Katastrophenschutz. Die ZAB wurde deshalb im Jahr 1971 mit der THW-Bundesschule und der THW-Schule in Moers zur Katastrophenschutzschule des Bundes vereinigt.

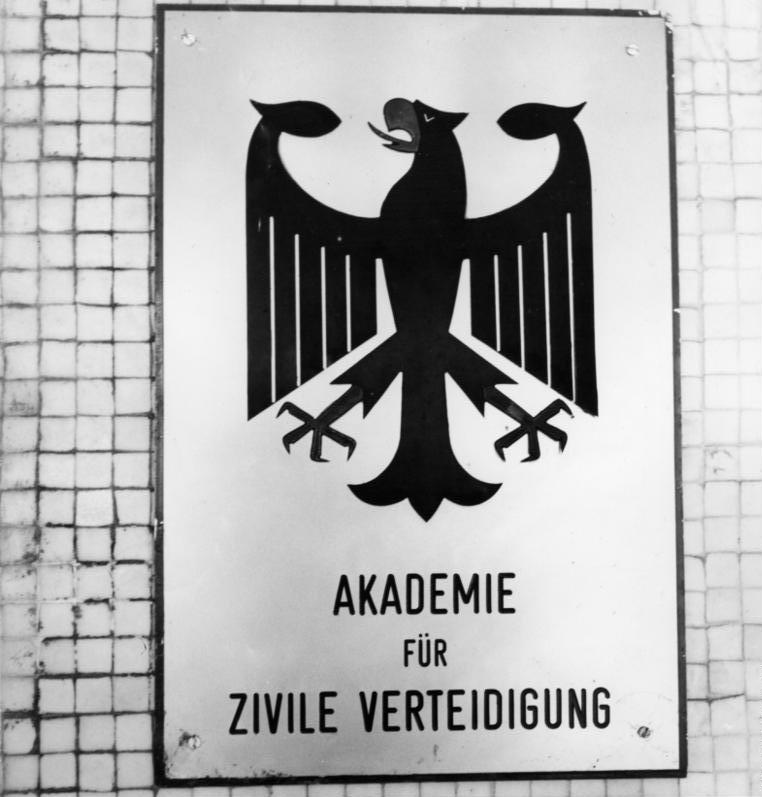
Amtsschild Akademie für Zivile Verteidigung (1973)

Im Jahr 1974 wurde der KSB zusätzlich die 1956 in Waldbröl gegründete „Bundesschule des Bundesverbandes für den Selbstschutz“ (BVS-Bundesschule) als „Lehrbereich Selbstschutz“ zugeordnet. Sie blieb jedoch hinsichtlich ihres Lehrauftrages noch bis zur Auflösung des BVS zum 31. Dezember 1996 selbstständig. Ebenfalls 1996 erfolgte die Verlegung der 1966 in Bonn gegründeten „Akademie für zivile Verteidigung“ (AkzV), der zentralen Lehr- und Forschungseinrichtung des Bundes im Bereich des Zivilschutzes, nach Bad Neuenahr-Ahrweiler und ihre Zusammenlegung mit der KSB. Zum Ende des Jahres 1996 entstand damit aus diesen beiden Einrichtungen und der ehemaligen BVS-Bundesschule die „Akademie für Notfallplanung und Zivilschutz“ (AkNZ), die 2002 ihren heutigen Namen erhielt. Die AKNZ wurde organisatorisch dem Bundesamt für Zivilschutz zugeordnet, das 1958 als „Bundesamt für zivilen Bevölkerungsschutz“ gegründet und 1974 umbenannt worden war.
In Folge des Umbruchs der Deutschen Demokratischen Republik wurde die Schule am 3. Oktober 1989 als Erstaufnahmelager eingerichtet, wobei 750 Personen vorübergehend untergebracht wurden.
Im Rahmen der Umwandlung des BZS in die Zentralstelle für Zivilschutz des Bundesverwaltungsamtes im Jahr 2001 erfolgte die Integration der AKNZ in das Bundesverwaltungsamt. Mit der Gründung des Bundesamtes für Bevölkerungsschutz und Katastrophenhilfe im Jahr 2004 wurde die AKNZ Teil des neu entstandenen Bundesamtes. Im Zuge der „Neuausrichtung des BBK“ wurde die AKNZ zu der „Bundesakademie für Bevölkerungsschutz und Zivile Verteidigung“ aufgewertet. Sie ist damit heute die zentrale Aus- und Fortbildungseinrichtung des Bundes im Bereich des Bevölkerungsschutzes. Sie dient in dieser Funktion neben der Unterstützung des Bundes im Bereich Zivilschutz vor allem der Hilfe für die Länder bei der Erfüllung ihrer Aufgaben, die sich aus dem Katastrophenschutz ergeben, sowie der zukünftigen Weiterentwicklung der beiden Bereiche Zivil- und Katastrophenschutz zu einem integrierten Fachgebiet Bevölkerungsschutz. Im Bereich Ausbildung liegt das Angebot derzeit bei jährlich etwa 500 Seminaren mit ca. 12.000 Teilnehmern bei einer durchschnittlichen Seminardauer von drei Tagen.

### Standort in Ahrweiler
Koordinaten: 50° 31′ 42,2″ N, 7° 6′ 20,8″ O
Zu der BABZ gehören vier Gästehäuser mit Einzelzimmern zur Unterbringung von bis zu 160 Seminar- beziehungsweise Veranstaltungsteilnehmern, ein Lehrsaalgebäude mit zwölf Lehrsälen, ein Wirtschaftsgebäude mit Mensa, Café, Gaststätte und Kegelbahn sowie ein Verwaltungsgebäude. An besonderen Einrichtungen für Ausbildungszwecke stehen beispielsweise Übungsräume für Führungsstäbe mit spezieller technischer Ausstattung, ein nachgestelltes Trümmerfeld und ein ehemaliges provisorisches Gästehaus für Evakuierungsübungen zur Verfügung.
Die Akademie gliedert sich in die sechs Referate:
Grundlagen der Aus- und Fortbildung, Qualitätsmanagement (Referat IV.1),
Risiko- und Krisenmanagement – national (Referat IV.2),
Risiko- und Krisenmanagement – international, zivil-militärische Zusammenarbeit (Referat IV.3),
Risiko- und Krisenmanagement – Spezialbereiche (Referat IV.4) und
Ergänzende Zivilschutzausbildung und Erste Hilfe, Veranstaltungsmanagement, wirtschaftliche Angelegenheiten (Referat IV.5)
Dienstleistungsbereich / Seminarbüro (Referat IV.6)
Der Lehrkörper für die Ausbildung besteht aus ca. 30 hauptamtlichen Dozenten sowie ca. 100 Lehrbeauftragten und Gastdozenten verschiedener Fachrichtungen, unter anderem Medizin, Psychologie, Naturwissenschaften, Technik, Journalismus, Pädagogik sowie Politik- und Verwaltungswissenschaften.

#### Die BABZ nach der Hochwasserkatastrophe 2021
Nach der Ahr-Flutkatastrophe 2021 wurde das Gelände vom BBK für die verschiedenen Aufgaben des Katastrophenschutzes bereitgestellt. Beispielsweise wurden die Einrichtungen für Stabsübungen dem Krisenstab zur Verfügung gestellt, um die Einsatzkräfte für die Bergungs- und Räumeinsätze zu koordinieren, es wurde auf den weitläufigen Flächen ein Bereitstellungsraum für Einsatzkräfte eingerichtet, sowie ein mobiler Funkmast der Deutschen Telekom errichtet, um die nähere Umgebung mit Mobilfunkempfang zu versorgen.

### Standort in Stralsund
Im Zuge der Neuausrichtung des Bundesamts für Bevölkerungsschutz und Katastrophenhilfe unter dem damaligen Leiter Armin Schuster wurde beschlossen, einen zweiten Standort zu errichten. Dadurch will das BBK der gestiegenen Nachfrage nach Aus- und Fortbildung im Risiko- und Krisenmanagement gerecht werden, die auch durch die Corona-Pandemie, aber auch durch die gestiegenen Extremwetterereignisse durch den fortschreitenden Klimawandel entstanden sind. Trotz der immer weiter steigenden Zahlen an Teilnehmenden wurden bislang noch keine Bauarbeiten für den zweiten Standort begonnen.